# Környezet (rendszer)
A környezet fogalma szorosan kapcsolódik a rendszer fogalmához. A két fogalom egymás nélkül nem is definiálható. A környezet a rendszerre ható tényezők összessége. Egy konkrét rendszert pedig úgy definiálhatunk, ha felsoroljuk (vagy más módon meghatározzuk) elemeit és megadjuk, hogy az elemek között milyen kapcsolatok (hatások és kölcsönhatások) léteznek.

## Rendszer és környezete
A rendszer az elemeinek és a köztük lévő kapcsolatoknak az összessége. A rendszer és környezete kapcsolatát komplementernek tekintjük. Egy rendszer definiálásakor meghatározzuk annak környezetét, és a környezet is meghatározza a rendszert.
Egy objektumnak valamely másikra akkor van hatása, ha annak következtében a hatást elszenvedő objektum (rendszer) állapota megváltozik. Egy rendszer állapotán állapotjelzőinek összességét értjük.
Az állapotjelzőket, mint változókat szintén fel kell sorolnunk ahhoz, hogy egyértelműen definiáljuk a rendszert és környezetét. Az állapotjelzők kiválasztása a vizsgált probléma (érdeklődésük iránya, célja) szerint különböző lehet (plurális környezet elv).
Az indikáció elve szerint a rendszer állapotának megváltozása jelzi (indikálja) környezetének megváltozását. A rendszert körülvevő külvilágot exteriőr komplexumnak is nevezik, ez magában foglal minden mást a rendszeren kívül. A külvilág elemei közül azonban nem minden képes közvetlen hatást gyakorolni a rendszerre. A közvetett hatásokkal a rendszer szempontjából nem foglalkoznak, mert azok kisszámú közvetlen hatáson keresztül tudnak csak érvényesülni. Egy rendszer vizsgálata kapcsán minden közvetett hatás állandó figyelembevételével nem lehetséges a koherens gondolkodás (hiszen az egész világmindenségget figyelembe kellene venni).
A külvilág azon tényezőit (elemeket és hatásokat), amelyek a rendszerre legalább elvileg közvetlen hatást tudnak gyakorolni (tehát hatóképesek) együttesen miliőspektrumnak nevezik.
A környezet a miliőspektrum azon részhalmaza, amely adott szituációban ténylegesen hatással van a rendszerre. Vagyis amelynek megváltozása kiváltja a rendszer állapotának megváltozását. Ebből következik, hogy a potenciális környezeti tényezők (a miliőspektrum elemei) közül (egy konkrét szituációban) csak az tekinthető tényleges környezeti tényezőnek (a környezet elemének), amelynek aktuális értéke a rendszer aktuális toleranciájának (tűrőképességének) határán van, vagyis amelyik limitálja azt. Ezt nevezzük a limitáció elvének. A limitációt a környezeti és toleranciatényezők közvetlen összekapcsoltsága (komplementaritása) határozza meg, ez határozza meg egyúttal a rendszer állapotát is. Ezt nevezzük a komplementáció elvének és ez magyarázza meg a környezet és a rendszer fogalmának szoros összekapcsoltságát (együttes definiálásuk örlelét

## Idegenforgalmi környezet
Az idegenforgalmi környezetet szélesebb értelmezésben  és komplexen kell megfogalmazni. E fogalomkörbe kell venni az adott terület turizmusára  ható természeti, gazdasági  és társadalom-politikai tényezőit. A nyugodt, kiegyensúlyozott atmoszféra a turisták választásánál napjainkban igen lényeges szempont, a feszült környezetből való átmeneti kiszakadás miatt.
Az idegenforgalmi földrajz nem elégszik meg azzal, hogy leírja ezeket a tényezőket, hanem értékeli, elemzi és feltárja ezek törvényszerűségeit. Az idegenforgalmi földrajz más tudományágakkal és területekkel is összhangban van.  Miközben a környezetet komplexen, széleskörűen fogalmazza meg, támaszkodik a természeti és gazdasági földrajztudomány, a történelem a művészettörténet ismeretanyagaihoz, a vizsgálatot csupán olyan körben végezi el, ami a turizmusföldrajz lényegét tekintve, legközelebb áll a gazdaságföldrajzhoz.
Ez abból ered, hogy az idegenforgalmi földrajz a széles értelemben vett környezetet a turisztikai folyamat társadalmi, gazdasági összefüggéseiben vizsgálja. A társtudományok közül kiemelkedő jelentőségű a természeti földrajz, amely a környezet természeti adottságainak, lehetőségeinek idegenforgalmi szempontból való leírásához, értékeléséhez ad segítséget. A természeti tényezők egyben potenciális  turisztikai vonzó, vagy korlátozó tényezők is.
Hangsúlyozni kell, hogy a természeti környezet bármennyire is potenciális turisztikai tényező, csupán lehetőség arra, hogy a természeti tényezőket a tudatos, átgondolt emberi környezet átalakító tevékenység feltárja és alkalmassá tegye, hogy idegenforgalmi kínálati elemmé váljék. A felismert idegenforgalmi folyamat illetve törvényszerűség a turizmus gazdaságtanára támaszkodva képezi alapját a turizmus területfejlesztési politikájának.
A környezet fogalmát a különböző szaktudományok, saját igényeik, nézőpontjuk szerint specifikálják. A környezet szó gyakran szerepel szóösszetételekben, illetve összetett fogalmakban.